# Metoděj Kubáň
Brigádní generál Metoděj Kubáň (18. září 1885 Horní Bečva – 5. března 1942 Koncentrační tábor Dachau) byl český katolický duchovní, generál československé armádní duchovní správy.

## Život

### Do roku 1918
Narodil se dne 18. září 1885 v Horní Bečvě. Po studiu na českém gymnáziu v Místku se stal studentem teologické fakulty v Olomouci a 5. července 1908 byl vysvěcen na kněze. Jeho prvním působištěm v civilní duchovní správě se stal Bergstadt a Frankštát.
Dne 1. května 1909 byl jmenován polním kurátem v záloze. Bezprostředně po vypuknutí první světové války byl povolán v rámci mobilizace do rakousko-uherské armády a nastoupil službu v záložní nemocnici v Olomouci. Záhy se nemocnice stěhovala na ruskou frontu a později na Balkán.

### Po vzniku ČSR
Po vzniku samostatné Československé republiky sloužil u vojenského velitelství v Moravské Ostravě. Od 1. června 1919 se stal vojenským kaplanem v posádkové nemocnici v Brně. Odtud byl přeložen na Slovensko, kde prožil takřka deset let své vojenské kariéry.
V dubnu 1929 byl převelen ze Slovenska do Hradce Králové a Josefova, kde byl až do listopadu 1934 duchovním správcem 4. pěší divize. Dalším místem jeho vojenské kariéry se stala Praha. Zde byl pověřen funkcí přednosty katolické skupiny I/6. oddělení Ministerstva národní obrany. V únoru 1935 byl jmenován generálním vikářem československé branné moci, v červenci 1935 byl povýšen na plukovníka a o tři roky později, 23. srpna 1938 mu byla dekretem prezidenta republiky udělena hodnost generála duchovní služby.

### Okupace a smrt
Jako důstojník Československé armády a vlastenec velmi těžce nesl přijetí Mnichovské dohody a následnou okupaci republiky v březnu 1939. Zapojil se proto do protinacistického odboje v řadách Obrany národa a podílel se na organizaci pomoci rodinám zatčených a pronásledovaných důstojníků čs. armády.
V roce 1940 byl na udání Franze Bobeho zatčen, uvězněn a odsouzen pro „urážku německé branné moci“. Trest odnětí svobody si odpykával v káznici v Budyšíně, v Praze na Pankráci, v Malé pevnosti v Terezíně, a nakonec byl 13. února 1942 odeslán do koncentračního tábora Dachau jako politický vězeň č. 29214. Zde byl vystaven brutálnímu mučení a dne 5. března 1942 v ranních hodinách zemřel.
Po osvobození byl in memoriam vyznamenán Československým válečným křížem a povýšen do hodnosti generála šéfa duchovní služby.

## Vyznamenání
- Záslužný kříž pro duchovní[3], II. třída, 1915 (Rakousko-Uhersko)
- Čestné vyznamenání za zásluhy o červený kříž[4], II. třída s válečnou dekorací, 1917 (Rakousko-Uhersko)
- Řád Františka Josefa, V. třída – rytíř, 1917 (Rakousko-Uhersko)
- Československá medaile Vítězství, 1937
- Řád jugoslávské koruny, IV. třída, 1939 (Jugoslávské království)
- Československý válečný kříž 1939, 1945 in memoriam